# Amblypsilopus soror
Amblypsilopus soror är en tvåvingeart som först beskrevs av Octave Parent 1934.  Amblypsilopus soror ingår i släktet Amblypsilopus och familjen styltflugor.
Artens utbredningsområde är Samoa. Inga underarter finns listade i Catalogue of Life.